# フィアーノ (ブドウ)

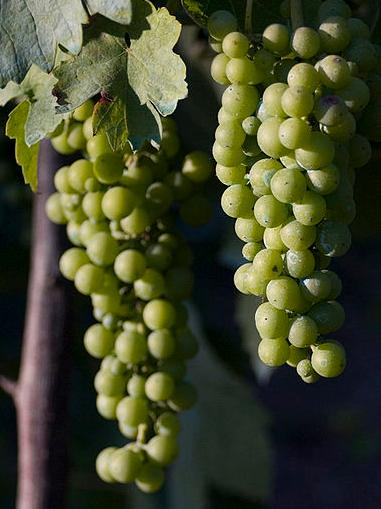
成熟前のフィアーノの果実

フィアーノ (Fiano) は、イタリアの白ワイン用ブドウ品種であり、おもにイタリア南部のカンパーニャ州やシチリア島で栽培されている。風味のかなり強いこの白ワイン用ブドウは、アヴェッリーノ県の一帯ではとくに有名であり、同県では保証つき統制原産地呼称 (D.O.C.G.) 認定ワインであるフィアーノ・ディ・アヴェッリーノ (Fiano di Avellino) が生産されている。カンパーニャ州においてこのブドウは歴史が長く、古代ローマのワインであるアピアーヌム (Apianum) の元となった品種であると考えられている。 今日ですら、アピアーヌムの名はD.O.C.G.認定ワインのフィアーノ・ディ・アヴェッリーノのラベルに表記することが認められている。
イタリア以外では、オーストラリアのワイン生産者たちがこのブドウの使用を始めている。フィアーノを栽培しているブドウ園の数はまだ少ないが、生産は増加傾向にあるようだ。 生産地域としては、南オーストラリア州のマクラーレン・ヴェイル、ニューサウスウェールズ州のハンター・ヴァレーなどがある。近年のアルゼンチンでは、メンドーサ州およびその北にあるラ・リオハ州でフィアーノのワインを生産する醸造業者もいる。
豊かな風味や強烈なアロマの特徴以外にも、ブドウ栽培種としてのフィアーノは比較的収量が少ないことで有名である。

## 歴史

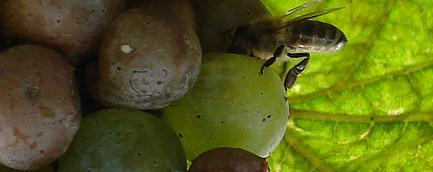
古代ローマのワインであるアピアーヌム (Apianum) はアピアーナ (vitis apiana) の名で知られていたうブドウから作られていたが、その名はラテン語で「蜂」を意味するアピス (apis) と関連している。蜂は糖度のきわめて高いこのブドウの果肉に群がったからである。現在では、ワイン史家たちはこのアピアーヌムがフィアーノだったのではないかと考えている。

ワイン品種学者やワイン史家たちの考えでは、フィアーノはイタリア南部の「古典的ブドウ」であり、古代ローマのぶどう栽培に起源をもつ可能性が高く、ひょっとするとそれ以前に古代ギリシャ人によって栽培されていた可能性すらあるという。ワイン評論家のジャンシス・ロビンソンは、このフィアーノが古代ローマのワイン、アヴェッリーノ北方の丘陵地で生産されていたアピアーヌムの正体であったと考える歴史家もいる、と述べている。 このワインは、ローマ人のあいだでウィーティス・アピアーナ (vitis apiana) の名で知られたブドウで作られており、アピアーナの語源はラテン語の「蜂」であったという。今日でも、糖度の高いフィアーノの果実に蜂がさかんに寄ってくる光景は、アヴェッリーノ中のブドウ園でよく見かけられる。
フィアーノの果粒は小さくて果皮が厚く、通常は果汁がきわめて少ないため、ブドウ本来の収量の少なさとも相まって、栽培するには採算性が低い品種になることもある。このような理由から、19世紀・20世紀の大部分においてフィアーノは、栽培者がこのブドウを根引きして、トレッビアーノやサンジョヴェーゼといった生産できるワインの量が多いブドウにしていくなかで、著しく人気を落とした。しかしながら近年においては、イタリア南部のワイン生産地域でも醸造技術および設備の近代化に資本が投下されるようになり、また古くからある土着の品種を求める声が再び活発化するなかで、この品種に対する関心は上昇傾向にある。

## ワイン生産地域
フィアーノ種との関係がもっとも深いのは、カンパーニャ州のD.O.C.G.認定ワインである、フィアーノ・ディ・アヴェッリーノである。この品種に対する関心は20世紀後半に途絶えかけたが、マストロベラルディーノなどの生産者の主導により、アヴェッリーノ一帯での栽培が復活した。もっとも著名なフィアーノの植栽のなかには、アヴェッリーノ県内各地のヘーゼルナッツ大農園に存在するものもあり、ジャンシス・ロビンソンなどのテイスター (鑑定士) によると、こうしたブドウから作られたワインはほのかにヘーゼルナッツの風味を帯びることがあるという。
2003年、アヴェッリーノの一帯は同地域産のフィアーノを主体としたワインにかんし、D.O.C.G.の認定を受ける資格を得た。フィアーノ・ディ・アヴェッリーノ DOCGを名乗るためには、ワインの85%以上がフィアーノでなければならず、ブレンドの残りの部分にはグレコ、コーダ・ディ・ヴォルペ、トレッビアーノを使用することが認められている。このD.O.C.G.認定ワイン用のブドウの収穫量は、1ヘクタールあたり最大10トンに制限されており、発酵によってアルコール濃度が最低11.5%はあるようにしなければならない。この現代のワインにローマ時代のワインとゆかりがあることを示すため、生産者がフィアーノ・ディ・アヴェッリーノ DOCGの表示と並んでアピアーヌムの名称を使用することは、イタリアのワイン法によって認められている。

### そのほかのD.O.C.認定ワイン
以下の一覧に示したのは、フィアーノ・ディ・アヴェッリーノを除くD.O.C.認定ワインであり、フィアーノの比率のほか、使用が認められているブドウの各品種の比率も、DOC/G表記の規定によってさまざまである。フィアーノがブレンドの50%以上を占めていなければならないワインは、太字で示されている。
- アヴェルサ DOC (Aversa DOC) - アスプリーニョを主体とし、その他フィアーノなどの地元の白ブドウ品種は15%まで使用が認められている。
- カンピ・フレグレイ DOC (Campi Flegrei DOC) - ファランギーナ、ビアンコレッラ（英語版）、コーダ・ディ・ヴォルペ（英語版）を主体とし、その他フィアーノなどの地元の白ブドウ品種は30%まで使用が認められている。
- カステル・サン・ロレンツォ DOC (Castel San Lorenzo DOC) - トレッビアーノとマルヴァジーアを主体とし、その他フィアーノなどの地元の白ブドウ品種は20%まで使用が認められている。
- チレント DOC (Cilento DOC) - フィアーノは60-65%、トレッビアーノは20-30%、グレコおよび／またはマルヴァジーアは10-15%含まれていなければならず、その他の地元のブドウ品種は10%まで使用が認められている。
- コスタ・ダマルフィ DOC (Costa d'Amalfi DOC) - ファランギーナとビアンコレッラを主体とし、その他フィアーノなどの地元の白ブドウ品種は40%まで使用が認められている。
- ガッルッチョ DOC (Galluccio DOC) - ファランギーナを主体とし、その他フィアーノなどの地元の白ブドウ品種は30%まで使用が認められている。
- グアルディオーロ DOC (Guardiolo DOC) - ファランギーナを主体とし、その他フィアーノなどの地元の白ブドウ品種は30%まで使用が認められている。
- イスキア DOC (Ischia DOC) - フォラステラ（英語版）、ビアンコレッラ、サン・ルナルドを主体とし、その他フィアーノなどの地元の白ブドウ品種は15%まで使用が認められている。
- ロコロトンド DOC (Locorotondo DOC) - ヴェルデーカ（英語版）とビアンコ・ダレッサーノ（英語版）を主体とし、フィアーノ、ボンビーノ・ビアンコ、マルヴァジーア・トスカーナは5%まで使用が認められている。
- マルティーナ・フランカ DOC (Martina Franca DOC) - ヴェルデーカとビアンコ・ダレッサーノを主体とし、フィアーノ、ボンビーノ・ビアンコ、マルヴァジーア・トスカーナは5%まで使用が認められている。
- モンレアーレ DOC (Monreale DOC) - カタラットとアンソーニカ／インツォリア（英語版）を主体とし、その他フィアーノなどの地元の白ブドウ品種は50%まで使用が認められている。
- ペニーゾラ・ソッレンティーナ DOC (Penisola Sorrentina DOC) - ファランギーナ、ビアンコレッラ、グレコを主体とし、その他フィアーノなどの地元の白ブドウ品種は40%まで使用が認められている。
- サンニオ DOC (Sannio DOC) - トレッビアーノを主体とし、フィアーノ、サムニウム＝アリアニコ、モスカート、コーダ・ディ・ヴォルペ、ファランギーナ、グレコは50%まで使用が認められている。フィアーノのセパージュワインも存在し、その場合はフィアーノを85%以上使用する[12]。
- サンタガタ・デ・ゴーティ DOC (Sant'Ágata dei Goti DOC) - ファランギーナとグレコを主体とし、その他フィアーノなどの地元の白ブドウ品種は20%まで使用が認められている。
- ソーロパーカ DOC (Solopaca DOC) - トレッビアーノ、マルヴァジーア、コーダ・ディ・ヴォルペを主体とし、その他フィアーノなどの地元の白ブドウ品種は10%まで使用が認められている。
- タブルノ DOC (Taburno DOC) - トレッビアーノとファランギーナを主体とし、その他フィアーノなどの地元の白ブドウ品種は30%まで使用が認められている。

## ワインの特徴

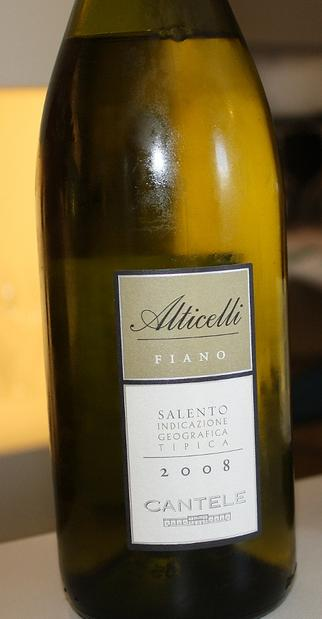
プッリャ州サレント半島産のフィアーノIGTのワイン

ジャンシス・ロビンソンによると、フィアーノは収穫年から数年間は瓶内で熟成する力をもった長熟型のワインを生み出すことができるという。若い状態だとフィアーノは風味が強く蜂蜜のアロマをもつことが多いが、熟成するにつれてスパイスやナッツのような香りが増していく。酸化の抑制や新鮮さを保つことに重点をおく、近代的なワイン醸造技術が到来したおかげで、フィアーノのワイン全体の品質は年々向上している。ただし、生産者のなかにはいまだに伝統的なワイン醸造法を行なっているところもあり、こうした製法によるワインの場合、重めという印象を与え、早すぎる段階での酸化を起こしやすいものとなる可能性が依然としてある。
ワイン専門家であるオズ・クラークの見解では、出来上がりのよい良好な収穫年のフィアーノは、通常は口内でけっこうなボリューム感があり、花のアロマや蜂蜜およびスパイスの風味をもつほか、瓶内で熟成を続け質を上げていく力があるという。
イタリアのワイン銘柄であるフィアーノ・ディ・アヴェッリーノの特徴として、薄い麦わら色、そして強いスパイスのアロマと花の香りがよく挙げられる。口内ではそれらのアロマとともに蜂蜜やヘーゼルナッツの風味も存在することがある。

## 別名
長年フィアーノ種およびそのワインはさまざまな別名で知られている：アピアーナ (Apiana) 、アピアーノ (Apiano) 、フィアーナ (Fiana) 、フィアーノ・ディ・アヴェッリーノ (Fiano di Avellino) 、フィオーレ・メンディーロ (Fiore Mendillo) 、フォイアーノ (Foiano) 、ラティーナ・ビアンカ (Latina Bianca) 、ラティーナ・ビアンカ・ディ・バルレッタ (Latina Bianca di Barletta) 、ラティーノ (Latino) 、ラティーノ・ビアンコ (Latino Bianco) 、ミヌトラ (Minutola) 、ミヌトロ (Minutolo) 、サンタ・ソフィア (Santa Sofia)